# Pleurodema nebulosum
Pleurodema nebulosum är en groddjursart som först beskrevs av Hermann Burmeister 1861.  Pleurodema nebulosum ingår i släktet Pleurodema och familjen Leiuperidae. IUCN kategoriserar arten globalt som livskraftig. Inga underarter finns listade i Catalogue of Life.